# Кохана дівчина
«Кохана дівчина» (рос. «Любимая девушка») — радянський художній фільм 1940 року режисера Івана Пир'єва, знятий на кіностудії «Мосфільм».

## Сюжет
Знаменитий токар-багатоверстатник московського автозаводу Василь отримує нову квартиру і вмовляє кохану дівчину Варю, яка чекає від нього дитину, переїхати до нього. Однак першого ж дня, не встигнувши розписатися, закохані сваряться. Після необережно сказаних Васею слів, Варя тікає до себе додому. Проходить деякий час, у Варі народжується син. Вона приховує, хто батько дитини. Друзі та рідні оточують молоду матір турботою і роблять все, щоб припинити безглузду сварку закоханих.

## У ролях
- Марина Ладиніна —  Варя Лугіна
- Всеволод Санаєв —  Василь Добряков
- Леонід Кміт —  Віктор Симаков
- Олександр Зражевський —  Семен Дементійович
- Марія Яроцька —  мати Варі
- Фаїна Раневська —  Маня, тітка Добрякова
- Іван Лобизовський —  Костя Зайцев
- Микола Нікітіч —  Павло Іванович
- Сергій Антимонов —  вахтер пологового будинку
- Олександр Сашин-Нікольський —  епізод
- Петро Глєбов —  епізод
- Сергій Кулагін —  епізод

## Знімальна група
- Автор сценарію: Павло Нілін
- Режисер: Іван Пир'єв
- Оператор: Валентин Павлов
- Художник: Артур Бергер
- Композитор: Лев Шварц
- Директор: В. Гутін